# Saint-Cyr, Ardèche
Saint-Cyr là một xã ở tỉnh Ardèche, vùng Rhône-Alpes ở đông nam nước Pháp.